# تروفی کاپ (تگزاس)
تروفی کاپ، تگزاس(به انگلیسی: Trophy Club, Texas) شهری در ایالت تگزاس از ایالات جنوبی ایالات متحده آمریکا است. در سرشماری سال ۲۰۰۰، جمعیت این شهر ۷۳۹۱ نفر اعلام شد.